# Hachetal
Das Hachetal ist ein ehemaliges Naturschutzgebiet im nördlichen Teil des Landkreises Diepholz in Niedersachsen.

## Beschreibung
Das ehemalige Naturschutzgebiet „Hachetal“ ist ein 180 ha großes Gebiet entlang der Hache zwischen Syke und dem Bassumer Ortsteil Neubruchhausen, westlich der Weser. Das ehemalige Naturschutzgebiet mit dem Kennzeichen NSG HA 207 umfasste einen Abschnitt der Hache, mehrere Nebenbäche und deren Auen. Die Bachtäler werden überwiegend von nassen erlenreichen Wäldern eingenommen. Reste der ehemals ausgedehnten Wiesen und Weiden befinden sich zwischen den Wäldern. Eine vielfältige Sumpfvegetation mit Hochstaudenfluren und Röhrichten entwickelt sich auf nicht mehr genutzten Flächen. Buchen- und Eichenwälder wachsen am Talrand.
Das ehemalige Naturschutzgebiet war zum größten Teil gleichzeitig als FFH-Gebiet 271 „Hachetal“ ausgewiesen.

## Geschichte
Mit Verordnung vom 5. Mai 2009 wurde das Gebiet entlang der Hache zum Naturschutzgebiet erklärt. Im November 2018 ging es zusammen mit dem bei Neubruchhausen liegenden Naturschutzgebiet „Freidorfer Hachetal“ im neuen Naturschutzgebiet „Hachetal und Freidorfer Hachetal“ auf. Zuständig war der Landkreis Diepholz als untere Naturschutzbehörde.